# 延安路街道 (乌鲁木齐市)
延安路街道，是中华人民共和国新疆维吾尔自治区乌鲁木齐市天山区下辖的一个乡镇级行政单位。

## 行政区划
延安路街道下辖以下地区：
延安大道社区、盐化社区、延安新村社区、赛马场社区、延安东路社区、团结东路社区、晨光社区和东湾社区。